# Вербиловцы
Верби́ловцы (укр. Вербилівці) — село в Рогатинской городской общине Ивано-Франковского района Ивано-Франковской области Украины.
Население по переписи 2001 года составляло 777 человек. Занимает площадь 8,568 км². Почтовый индекс — 77005. Телефонный код — 03435.